# Лерис, Мехди
Мехди Паскаль Марсель Лерис (фр. Mehdi Pascal Marcel Léris; род. 23 мая 1998, Мон-де-Марсан) — французский футболист, полузащитник английского клуба «Сток Сити».
Мехди родился во Франции в семье испанца и алжирки. 

## Клубная карьера
Лерис — воспитанник итальянских клубов «Ювентус» и «Кьево». 9 сентября 2017 года в матче против «Ювентуса» он дебютировал в итальянской Серии A в составе последнего. Летом 2019 года Лерис перешёл в «Сампдорию», подписав контракт на 5 лет. Сумма трансфера составила 2,5 млн. евро. 25 августа в матче против «Лацио» он дебютировал за новую команду. 1 августа 2020 года в поединке против «Брешиа» Мехли забил свой первый гол за «Сампдорию». 
Летом 2021 года Лерис для получения игровой практики был арендован «Брешиа», с возможностью выкупа. 22 августа в матче против «Тернаны» он дебютировал в итальянской Серии B. В поединке против «Алессандрии» Мехди забил свой первый гол за «Брешиа». 